# Pseudophasis nevilli
Pseudophasis nevilli (Syn.: Erepta nevilli) ist eine ausgestorbene Landlungenschneckenart, die auf Mauritius endemisch war. Das Artepitheton ehrt Geoffrey Nevill, der die Typusexemplare gesammelt hatte.

## Merkmale
Pseudophasis nevilli hatte einen Gehäusedurchmesser von 11 bis 12,5 mm und eine Gehäusehöhe von 6,5 bis 7,3 mm. Das kleine, kugelförmige, relative dünne Gehäuse hatte einen schmalen Nabel. Das Protoconch war nahezu glatt mit schrägen unregelmäßigen Radialstreifen. Die Skulptur auf den übrigen Windungen hatte hervorstehende, weit auseinanderliegende, schräge, gewundene Radialstreifen, die von wenigen, viel feineren Spiralrippen gekreuzt wurden. An der Basis war eine Skulptur von kräftigen Längsrippen mit einer unterschiedlichen Anzahl von viel feineren Längsstreifen dazwischen. Die Gehäusefärbung war gelblich braun.

## Systematik
Pseudophasis nevilli wurde 1867 von Henry Adams als Stylodonta (Erepta) nevilli beschrieben. 1918 wurde die Art von Louis Germain in die neue Untergattung Pseudophasis der ehemaligen Gattung Tachyphasis (heute ein Synonym für Ctenophyla) und 1962 von Edward Henry Madge in die Gattung Dancea gestellt. Anschließend kam sie in die Gattung Erepta. Im Jahr 2002 wurde Pseudophasis von Anatolij A. Schileyko zur eigenständigen Gattung erhoben mit Pseudophasis nevilli als einziger Art.

## Status
Pseudophasis nevilli ist sowohl von subfossilem Material als auch von leeren Gehäusen lebender Schnecken bekannt, die im 19. Jahrhundert am Berg Le Pouce und im Vallee des Prètres gesammelt wurden. Seit 1996 steht Pseudophasis nevilli (als Erepta nevilli) in der IUCN Red List in der Kategorie „ausgestorben“ (extinct).